# Amerikaanse dwergmuis
De Amerikaanse dwergmuis (Baiomys taylori)  is een zoogdier uit de familie van de Cricetidae. De wetenschappelijke naam van de soort werd voor het eerst geldig gepubliceerd door Thomas in 1887. Dit is het kleinste knaagdier van Noord-Amerika.

## Kenmerken
De rug van het dier is middelbruin, de buik grijs. De lichaamslengte bedraagt 5 tot 6,5 cm, de staartlengte 3,5 tot 4,5 cm en het gewicht 7 tot 9 gram.

## Leefwijze
Deze dieren bezitten een territorium met een diameter tot 30 meter. Ze gaan in de schemering op zoek naar voedsel, dat bestaat uit eetbaar groen of zaden. Hun nest bevindt zich in een hol onder stammen of planten.

## Voortplanting
De vrouwtjes zijn van alle muizen uit de Nieuwe Wereld het vroegst geslachtrijp, namelijk op een leeftijd van 4 weken.

## Verspreiding
Deze solitaire soort komt plaatselijk algemeen voor in de open habitats van de zuidelijke VS tot Midden-Mexico.